# Bridge over Troubled Water
Bridge over Troubled Water este al cincilea și ultimul album de studio al lui Simon & Garfunkel. Lansat pe 26 ianuarie 1970, a atins primul loc în topul Billboard al albumelor pop. A câștigat premiul Grammy pentru cel mai bun album al anului iar piesa de titlu a câștigat premiul Grammy pentru cel mai bun disc al anului dar și pentru cel mai bun cântec al anului la ediția din 1971 a premiilor Grammy. Până astăzi albumul s-a vândut în peste 25 de milioane de copii în toată lumea. 
Albumul a avut un mare succes în Regatul Unit, unde a stat pentru câțiva ani în topuri și a devenit cel mai bine vândut album acolo în 1970 și 1971. În august 2006, BBC Radio 2 a clasat albumul pe locul 7 în topul Music Club Top 100 Albums. În 2003 a fost clasat pe locul 51 în Lista celor mai bune 500 de albume ale tuturor timpurilor stabilită de revista Rolling Stone. De asemenea, Bridge over Troubled Water a câștigat și premiul pentru cel mai bun album internațional la ediția din 1977 a premiilor Brit.

## Tracklist
1. "Bridge over Troubled Water" (4:52)
2. "El Condor Pasa (If I Could)" (Daniel Alomía Robles, versuri în engleză de Paul Simon, aranjament de Jorge Milchberg) (3:06)
3. "Cecilia" (2:55)
4. "Keep the Customer Satisfied" (2:33)
5. "So Long, Frank Lloyd Wright" (3:41)
6. "The Boxer" (5:08)
7. "Baby Driver" (3:14)
8. "The Only Living Boy in New York" (3:58)
9. "Why Don't You Write Me" (2:45)
10. "Bye Bye Love" (Felice și Boudleaux Bryant) (2:55)
11. "Song for the Asking" (1:49)

- Toate cântecele au fost scrise de Paul Simon cu excepția celor notate.

## Single-uri
- "The Boxer" (1969)
- "Bridge over Troubled Water" (1970)
- "Cecilia" (1970)
- "El Condor Pasa (If I Could)" (1970)

## Componență
- Paul Simon - voce, chitară
- Art Garfunkel - voce

cu
- Los Incas - instrumente peruviene
- Joe Osborn - chitară bas
- Larry Knechtel - pian
- Fred Carter, Jr. - chitară
- Hal Blaine - baterie
- Pete Drake - Dobro
- jimmy Haskell și Ernie Freeman - coarde